# 김태권의 십자군 이야기
《김태권의 십자군 이야기》는 시사만화가 김태권작가가 쓴 교양 만화책이다. 연재되던 만화를 묶어 출판한 것으로, 총 6권으로 기획되었으며 현재 3권이 나왔다. 제2권까지는 《십자군 이야기》라는 제목으로 출판되었으나, 제3권부터 《김태권의 십자군 이야기》로 바뀌었다. 중세 기독교의 폭력인 십자군 전쟁에 관한 내용을 바탕으로, 기독교인인 부시곧 미국 기독교 우파에 의해 일어난 21세기 기독교의 폭력인 이라크 전쟁에 대한 비판의 목소리를 주 내용으로 한다.. 작가의 개인적 사정으로 연재가 중단되었던 적이 있다. 2011년 1월 11일부터 5월 3일까지 3권 내용을 프레시안을 통해 연재했다. 그리고 7월 3일, 제3권이 책으로 출판되었다. 이때 제1권과 제2권의 개정판도 함께 출간되었는데, 이전의 판본과 달리 제목을 《김태권의 십자군 이야기》로 바꿔서 나왔다. 7월 25일부터는 알라딘 커뮤니케이션의 창작블로그 보관됨 2011-10-24 - 웨이백 머신를 통해 4권 내용 연재를 시작했다.

## 제 1권 《충격과 공포》(2003년)
군중 십자군에 대한 내용.

## 제 2권 《돌아온 악몽》(2005년)
제1차 십자군에 대한 내용.

## 제 3권 《예루살렘 왕국과 멜리장드》 (2011년)
제2차 십자군 직전까지 예루살렘 왕국에 대한 내용.